# Aedes melanimon
Aedes melanimon är en tvåvingeart som beskrevs av Dyar 1924. Aedes melanimon ingår i släktet Aedes och familjen stickmyggor. Inga underarter finns listade i Catalogue of Life.